# Чепари (Арђеш)
Чепари (рум. Cepari) насеље је у Румунији у округу Арђеш у општини Појана Лакулуј. Oпштина се налази на надморској висини од 360 m.

## Становништво
Према подацима из 2011. године у насељу је живело 316 становника.